# Taipei Women's Championships 1986
Taipei Women's Championships 1986 — жіночий тенісний турнір, що проходив на закритих кортах з килимовим покриттям у Тайбеї (Республіка Китай) в рамках Світової чемпіонської серії Вірджинії Слімс 1986. Турнір відбувся вперше і тривав з 6 до 12 жовтня 1986 року. Несіяна Патрісія Гі здобула титул в одиночному розряді.

## Фінальна частина

### Одиночний розряд
Патрісія Гі —  Адріана Віллагран 6–7(6–8), 6–2, 6–3
- Для Гі це був єдиний титул за кар'єру.

### Парний розряд
Лі Антонопліс /  Барбара Геркен —  Джиджі Фернандес /  Сьюзен Лео 6–1, 6–2
- Для Антонопліс це був перший титул в парному розряді за сезон і 3-й — за кар'єру. Для Геркен це був єдиний титул в парному розряді за кар'єру.